# 壊滅暴風圏II/カテゴリー7
『壊滅暴風圏II/カテゴリー7』（原題：Category 7: The End of the World）は、アメリカ合衆国の映画作品。

## キャスト
| 役名                            | 俳優                     | 日本語吹替 |
| ------------------------------- | ------------------------ | ---------- |
| ジュディス・カー FEMA局長       | ジーナ・ガーション       | 安藤麻吹   |
| ロス・ダフィ                    | キャメロン・ダッド       | 家中宏     |
| フェイス・クラヴェル            | シャナン・ドハティ       | 瀬尾恵子   |
| トルネード・トミー・ディクソン  | ランディ・クエイド       | 廣田行生   |
| ライアン・カー 上院議員         | ロバート・ワグナー       | 金子達     |
| リッター 空軍飛行士             | アダム・ロドリゲス       |            |
| ギャヴィン・カー 連邦防護局々員 | セバスチャン・スペンス   | 矢崎文也   |
| モンティ                        | ニコラス・リー           |            |
| ジム・ロバーツ 国土安全保障長官 | ジョン・カペロス         |            |
| ブリジット                      | リンディ・ブース         | 五十嵐麗   |
| ドニー・ホール                  | ジェームズ・ブローリン   |            |
| ペニー・ホール                  | スウージー・カーツ       |            |
| マイク・デイヴィス 空軍大佐     | トム・スケリット         | 金子由之   |
| アラン・ホースト 首席補佐官     | ケネス・ウェルシュ       |            |
| ゲイル・ダフィー                | シュキ・カイザー         |            |
| スチュアート・カー              | ジェームズ・カーク       |            |
| エヴァン                        | ノーム・ジェンキンス     |            |
| ライラ・ダフィ                  | レイチェル・スカーステン |            |
| メロディ・チャン                | アンドレア・ルイ         | 樋浦茜子   |

- その他の声の吹き替え：駒谷昌男／朝倉栄介／田中結子／武藤正史／松平真之介／渡辺育子／原田晃／篠原千佳／伴藤武／中村浩太郎／黒澤剛史／中島佳代子